# Civitella Casanova

Civitella Casanova prima della separazione di Villa Celiera.

Civitella Casanova è un comune italiano di 1 558 abitanti della provincia di Pescara in Abruzzo. Il paese è inserito nel parco nazionale del Gran Sasso e Monti della Laga (nel distretto delle grandi abbazie, di cui è sede) e nella riserva regionale Voltigno e Valle d'Angri.

## Geografia fisica
Il territorio comunale, abbastanza esteso, ospita diversi paesaggi ambientali: quello collinare, dell'alta collina e montano, per un'altezza minima di 240 m e un'altezza massima di 1581 m e con un dislivello di 1341 m
Collocato sul dorso di una collina a 400 m s.l.m. declinante verso la confluenza dei torrenti Schiavone e Festina, il paese conserva ancora la sua struttura antica; è, inoltre, il più popoloso dell'area pedemontana del Gran Sasso nella provincia di Pescara.

### Territorio
Il Gran Sasso d'Italia - Opera periodica di scienze naturali ed economiche, in un articolo del 1839, dedica attenzione «...ad una terra singolare...una terra bianchissima che a guisa di argilla s'impregna d'acqua» e ad «...una sorgente solforosa sul declivio del monte» che domina un antico paese d'Abruzzo, Civitella Casanova, che deve il suo nome alla più importante delle cinque abbazie cistercensi sorte nella nostra regione ed oggi ridotta in rovina.
L'attuale borgo, in continua espansione, si è sviluppato nella zona pedemontana della maestosa catena del Gran Sasso ai piedi del Monte Cimoni (m 1404) e del Monte Colle Madonna (m 1350) da un centro abitato, relativamente più antico e modesto nelle dimensioni, chiamato Terravecchia. Edificato in pietra e cotto, questo piccolo borgo sorge su un'altura rocciosa e rappresenta la parte più remota e suggestiva del centro storico che ai tempi dei romani era denominato Cutina o Cingilia.
Su di essa si ergevano il ponderoso Castrum di Rossi di Civitella, distrutto nel 1456 da un disastroso terremoto, e la Chiesa di San Marco della quale oggi rimane solamente una pietra, sulla quale vi è stata edificata una nuova casa, ma lasciata volutamente a vista dai proprietari. Successivamente, molti edifici furono ingoiati da una frana che trascinò con sé gran parte di quella zona, riducendola all'attuale striscia di terra che vediamo oggi.

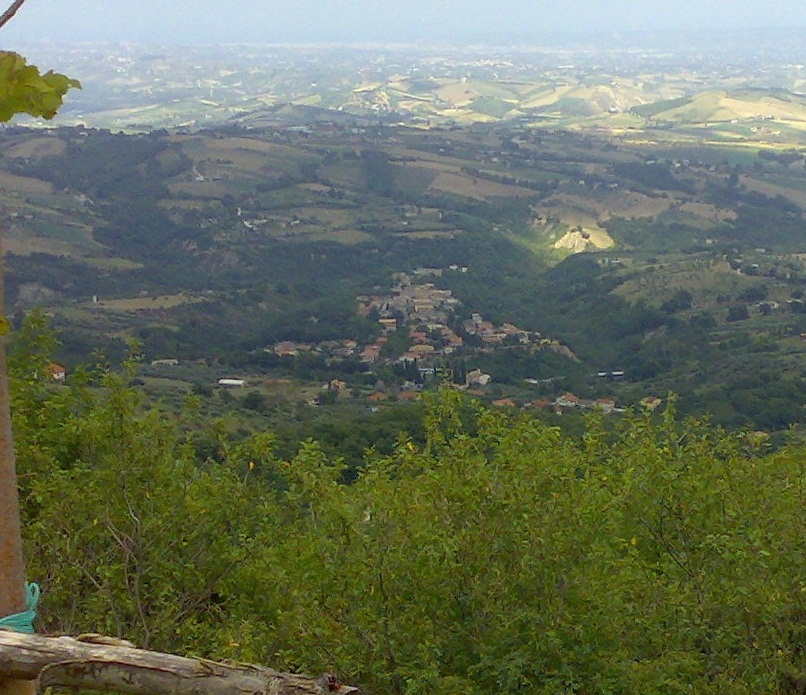
Panorama su Civitella, vista dalla sorgente sulfurea

Conseguenzialmente a questi eventi sorse la necessità dello sviluppo di un nuovo paese: la sua successiva espansione, difatti, lo portò a svilupparsi sulla collina, verso ovest, fino alle pendici della montagna. La sua forma allungata odierna è attraversata da un lungo asse rettilineo, che alcuni ritengono sia uno dei corsi più lunghi presenti nell'intera provincia, costeggiato da file di abitazioni pressoché ininterrotte. Terravecchia è oggi molto affascinante, per via dei suoi muri in pietra e cotto, delle tortuose stradine e delle ripide scalette, e la sua architettura rimane ancora di notevole interesse. I due nuclei sono oggi riuniti, e sono presenti edifici di superiore qualità edilizia.
L'altitudine conosciuta del comune risulta essere 400 m s.l.m., ovvero il punto in cui è edificato l'edificio municipale: pochi sanno che, tuttavia, il punto più alto del territorio comunale misura 1581 m, altezza del monte Cima della Cioccola osservabile dalla frazione di Baffo e Centelle, facente parte del comune di Civitella. Esso si sopraeleva dietro i sopra citati Monti Cimoni e Colle Madonna, che formano la "Piana con i Merletti", ovvero una barriera di roccia composta da guglie calcaree, che di fatto è la porta della piana del Voltigno. Civitella, nelle maggiori altitudini, ospita una grande area di questo altopiano, nella quale sono compresi i tre monti del comune; infatti in questi luoghi si presenta il tipico paesaggio caratteristico montano, dove sono presenti ampie faggete e boschi di querce e abeti; possiamo trovare la zona faunistica del camoscio d'Abruzzo, in cui sono presenti anche poiane, falchi pellegrini, caprioli, il lupo appenninico, il gatto selvatico, ed una volta anche l'orso. Ottima meta per gli appassionati della montagna e per coloro che amano essere immersi nel verde, a poca distanza dal paese dal quale è possibile osservare, guardando verso la montagna, quest'area naturalistica incontaminata.
L'altopiano del Voltigno si trova a circa 1300 m di altitudine ed è spesso meta di turisti e gente che ama la montagna, ma vi si praticano anche sport, tra cui il ciclismo e lo sci di fondo, d'inverno. Proprio da queste parti, sul monte Colle Madonna, ha origine la sorgente di Rivo Chiaro che, mediante l'omonima cascata, ghiacciata d'inverno (ottima per le arrampicate alpinistiche), dà vita al torrente Schiavone, alimentato dalle acque del torrente Festina, confluente poi nel fiume Nora. È presente anche un piccolo lago carsico, alimentato soprattutto dalle precipitazioni nevose invernali, il Lago Sfondo, l'unico che non si prosciuga d'estate a dispetto degli altri piccoli laghetti che hanno la stessa origine. Secondo la credenza popolare, il lago non ha fondo e sfocia direttamente nel Mar Adriatico.
Civitella Casanova vanta anche un vasto territorio di interesse naturalistico: fuori dal centro, in contrada Fornace, si può visitare lo "Zoo Parco la Rupe", mentre a nord del Colle Manganello, in località Festina, a 790 m s.l.m. si trova una sorgente d'acqua sulfurea, di solito non facilmente recepibile e favorevole a numerose cure contro acne, artrite, bronchite asmatiforme, bronchite catarrale, eczema seborroico, linfatismo eretistico, reumatismo articolare acuto, rinofaringo - laringite cronica, sordità rinogena.
Oltre ad essa, divenuta anche un luogo turistico d'alta montagna del comune e trasformata in una graziosa fontanella, sono presenti in montagna almeno altre tre principali sorgenti ad uso potabile:
- Sorgente Fonte Madonna, presente sul monte civitellese di Colle Madonna, della portata di 5,0 l/s;
- Sorgente Festina, presente sempre sulla montagna di Civitella in località Festina, della portata di 0,5 l/s;
- Sorgente S. Anello, presente nel territorio comunale, alle pendici però del monte Bertona, in località Santanello, della portata di 0,5 l/s;
- Classificazione sismica: zona 2 (sismicità medio-alta)

### Posizione del comune
Il nucleo del paese come già detto sorge su una collina, e dista circa 41 km dal capoluogo di provincia.
Per quanto riguarda le zone limitrofe, il comune dista da:
- Carpineto della Nora: 3,9 km
- Vicoli: 2,7 km
- Civitaquana: 4,5 km
- Loreto Aprutino: 11,3 km
- Penne: 10,9 km
- Montebello di Bertona: 6,1 km
- Villa Celiera: 3 km
- Ofena: 11,2 km

### Clima
Sebbene il comune sia situato sul versante orientale del Gran Sasso e quindi esposto alle correnti mitigatrici del Mar Adriatico, contrariamente a quanto si possa pensare, esse non sono sufficienti a raggiungere tale zona, la quale perciò presenterà il caratteristico clima montano, con inverni rigidi, secchi e nevosi, anche grazie talvolta alle correnti balcaniche fredde, ed estati secche e torride, con una scarsa percentuale di umidità, al contrario delle città costiere, talvolta in aumento in seguito a temporali estivi rinfescanti.
Queste condizioni climatiche, caratterizzanti del clima mediterraneo, permettono la coltivazione di ampi uliveti e vigneti presenti in maniera estesa su tutto il territorio. Molto famoso l'olio di Civitella, di qualità carpinetana, e il vino del luogo.
- Classificazione climatica: zona D, 1874 GG

## Storia

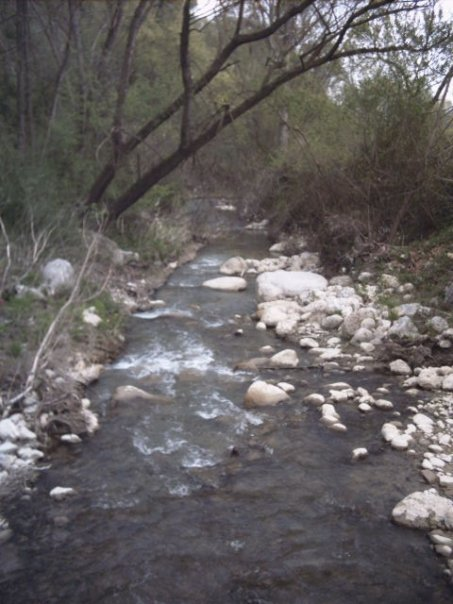
Il torrente Schiavone

### Mancanza di documenti trafugati nella Seconda Guerra Mondiale
Non ci sono pervenute fonti che approfondissero in maniera esaustiva e documentassero ampiamente la storia di questo comune in seguito ad un'occupazione tedesca durante gli anni del secondo conflitto mondiale del Palazzo Jandelli e dell'edificio municipale, che allora non si trovava nell'odierna sede di Palazzo Pulsoni in Corso Umberto I, ma in un edificio in via Vico delle Scuole, vicino al Palazzo Pignatelli. Esso, ciononostante, può vantare una storica e gloriosa esistenza, resa nota dalle poche fonti e documenti pervenutici, ai quali si aggiungono le testimonianze degli abitanti del luogo, talvolta anche prese in considerazione da professori universitari per appositi studi che hanno rivelato preziose informazioni, in seguito rese note.

### Epoca romana: reperti archeologico di località San Benedetto
In località San Benedetto sono stati ritrovati reperti romani ed è venuto alla luce un tratto di acquedotto sotterraneo assieme a pavimentazioni di abitazioni e necropoli. Anticamente il borgo era denominato Cutina, antica città dei Vestini, popolo che entrò in conflitto con i Romani nell'anno del consolato di Giunio Bruto Sceva, il 325 a.C. In quell'occasione la città è citata da Tito Livio.

### Epoca medievale: feudo dell'Abbazia di Casanova

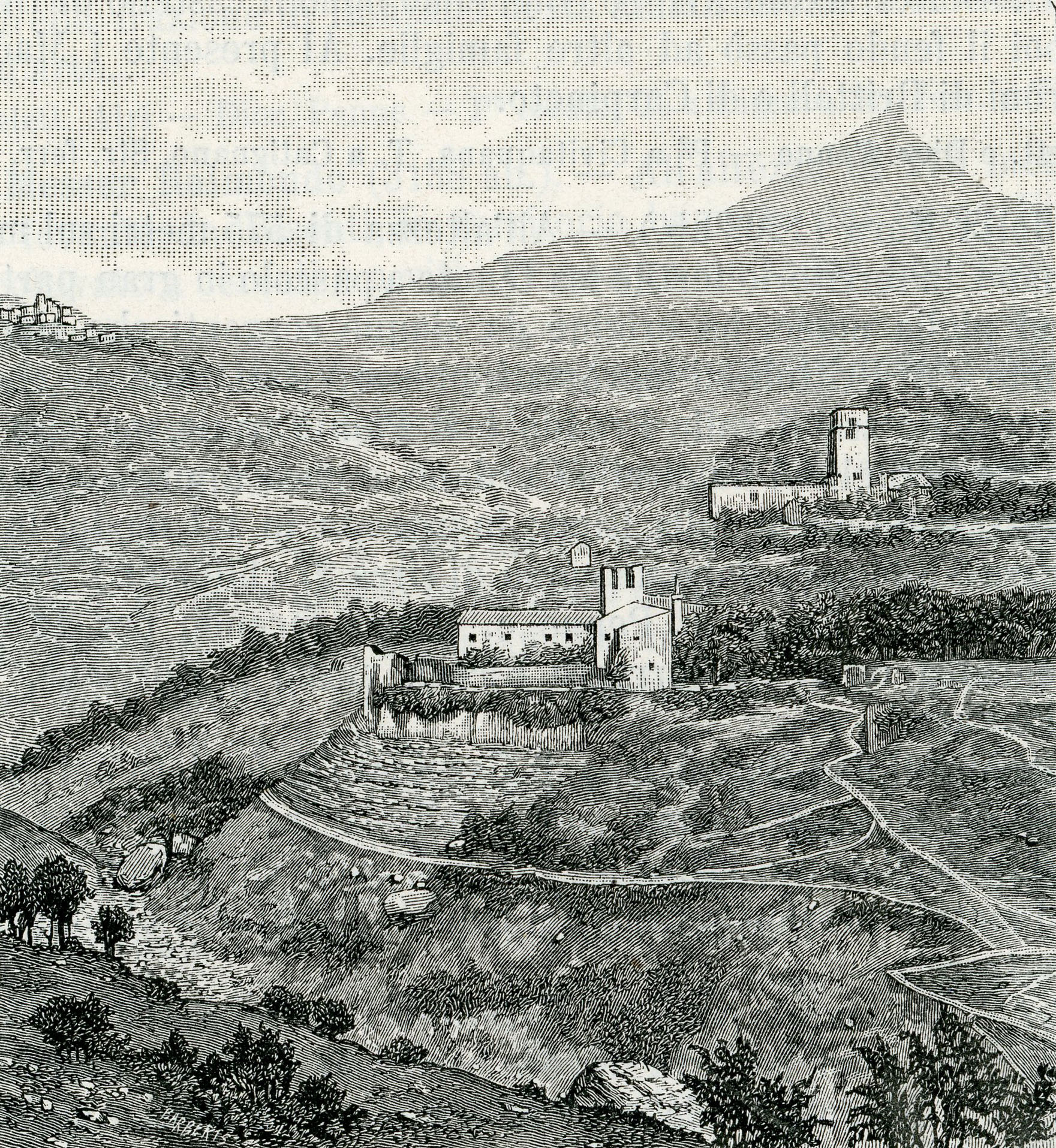
Illustrazione del feudo della Badia di Casanova realizzata da Edward Lear

Il nome di Civitella compare per la prima volta nella "Chronica S. Monasterii Casinensis". Il paese in quel periodo si chiamava Civitella dell'Abbadia, per la presenza del celebre e fervido cenobio di Santa Maria di Casanova. Il monastero fu il primo e il più potente d'Abruzzo, il più illustre e celebre tra i cinque cistercensi sorti in terra abruzzese, e fu fatto erigere nel 1191 dalla Contessa Margarita, madre di Berardo II, Conte di Laureto e Conversano, e fu affidato nel XII secolo all'ordine dei Cistercensi con una ricca dotazione. Andando avanti nel tempo l'importanza e la prosperità del monastero crebbe a tal punto che esso, secondo il Bindi, vantava tra i suoi feudi il castrum di Rossi, ovvero quello di Civitella, la terra di Carpineto, di Fara, di Cretano, di Vestigio, di Brittoli e persino le isole di Tremiti. Divenne così potente da vantare possedimenti anche in terre lontane, come in Lucera di Puglia, fino ad ottenere il consenso da Alessandro IV nel 1258 circa l'annessione e l'assorbimento totale del florido quanto illustre cenobio di San Bartolomeo di Carpineto, progetto che fu legittimato a livello politico l'anno seguente con un diploma del re Manfredi.

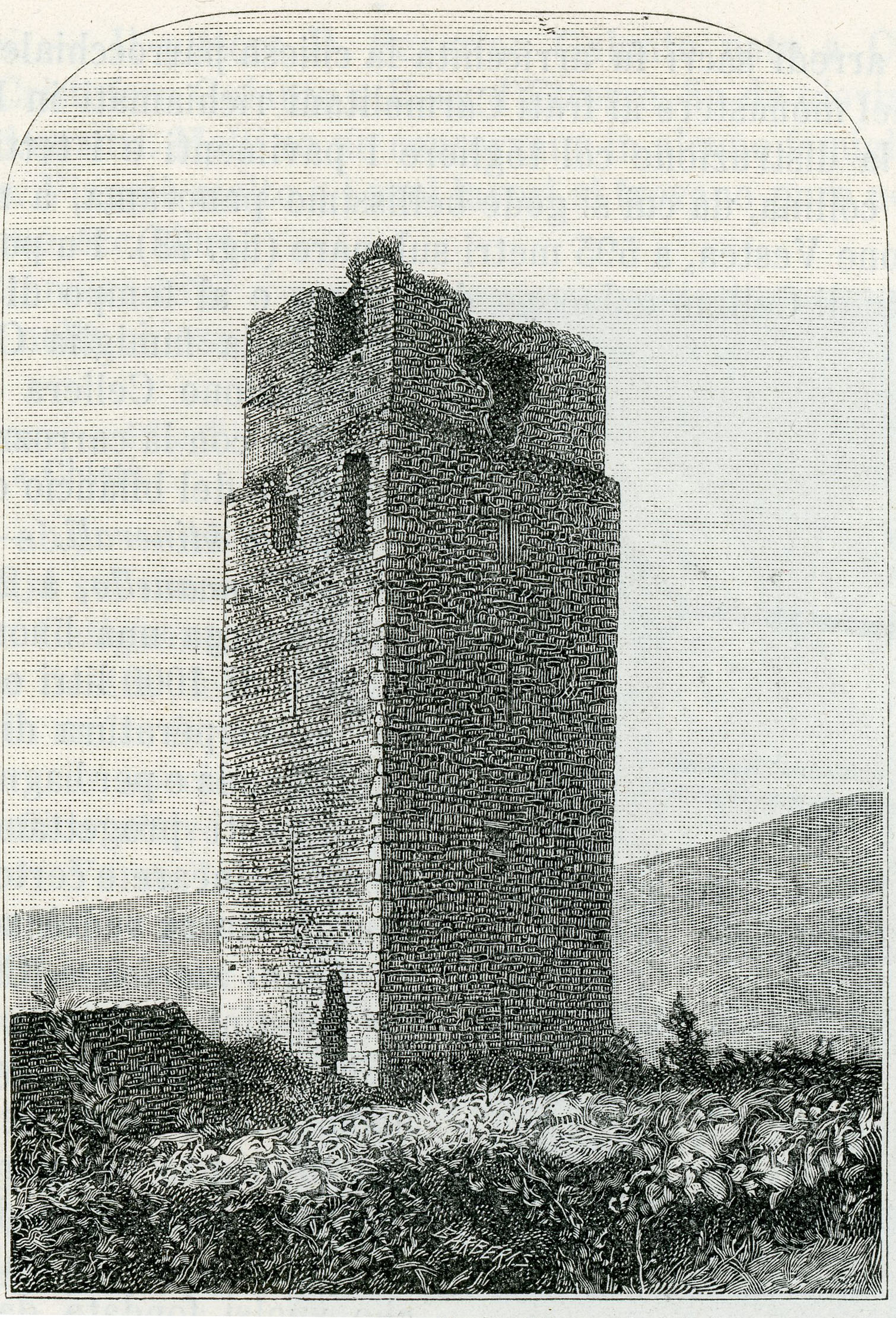
Torre della Badia di Casanova in un'illustrazione ottocentesca di Edward Lear

Nei momenti di maggiore prosperità, il monastero arrivava ad ospitare 500 frati, molti dei quali dediti agli studi umanistici, alla trascrizione dei testi ed alla miniatura dei codici. Qui visse ed operò Erimondo, celebre libraio e famoso miniaturista di codici in cifre longobarde nato proprio a Civitella Casanova. Ed è grazie ad egli se le popolazioni della zona sono state sollevate dalle condizioni di servi della gleba a quella di esperti agricoltori.

### Epoca moderna
I suoi codici furono portati a Milano nel XVII secolo dal cardinale Federico Borromeo, abate commendatario dell'abbazia, che governò dal 1591 alla sua morte avvenuta nel 1631. Lo splendore del cenobio durò per circa sette secoli durante i quali il paese si sviluppò con una certa tranquillità, vivendo all'ombra dell'abbazia e rispettando le indicazioni dei padri cistercensi. Ricordiamo, inoltre, lungo tutti questi anni il gemellaggio fra l'Abbazia di Casanova, una delle più importanti e potenti d'Abruzzo, con l'Abbazia di Casamari. Sopravvennero, poi, il declino e la distruzione da parte nel 1807 durante il regno di Giuseppe Bonaparte. Del monastero restano soltanto pochi ruderi, al confine con il comune di Villa Celiera. Il paese perciò ha dovuto lottare non poco nell'età moderna per mantenere una propria identità e conquistare appieno un'autonomia, specialmente nei confronti dei paesi limitrofi.

### Variazioni amministrative del comune e dei relativi confini

#### Giustizierato d'Abruzzo e Abruzzo Ulteriore I
Il comune di Civitella è sempre appartenuto al Regno delle due Sicilie fino all'unità d'Italia, e più precisamente al Giustizierato d'Abruzzo.
Nel 1273 Carlo I d'Angiò, per una migliore amministrazione politica del territorio, ne decretò la suddivisione in due distretti amministrativi: l'Aprutium ultra flumen Piscariae e l'Apriutium citra flumen Piscariae (Abruzzo al di là del fiume Pescara e Abruzzo al di qua del fiume Pescara), vale a dire Giustizierato d'Abruzzo Ultra (circa le odierne province di L'Aquila, Teramo e buona parte di quella di Pescara) e Giustizierato d'Abruzzo Citra (circa l'odierna provincia di Chieti).
Tuttavia, nel 1806 il giustizierato d'Abruzzo Ultra fu ancora una volta diviso in due nuove provincie: la provincia d'Abruzzo Ultra I (l'attuale provincia di Teramo che comprendeva anche buona parte della odierna provincia di Pescara), e la provincia d'Abruzzo Ultra II (l'attuale provincia dell'Aquila che includeva i 17 comuni successivamente ceduti alla provincia di Rieti e i 2 alla provincia di Pescara). La provincia d'Abruzzo Ultra I era suddivisa amministrativamente in due distretti: il distretto di Teramo con l'omonimo capoluogo, ed il distretto di Penne. Civitella era situata in quest'ultimo, inserita nel 1811 nel circondario di Catignano.
La suddivisione del giustizierato d'Abruzzo Ultra in Provincia d'Abruzzo Ultra I e Provincia d'Abruzzo Ultra II fu valida dal 1806 al 1861, anno in cui, in seguito all'unità d'Italia, nacquero le provincie e, con esse, i circondari, suddivisioni amministrative di queste ultime.
La neonata provincia di Teramo quindi comprendeva i territori dell'Abruzzo Ultra I, e i suoi due nuovi circondari corrispondevano ai confini territoriali dei precedenti distretti:
- il Circondario di Teramo, nato dal distretto di Teramo, con capoluogo omonimo;
- il Circondario di Penne, nato dal Distretto di Penne: esso aveva come capoluogo Penne ed era composto da 5 mandamenti, tra cui quello di Catignano, del quale Civitella faceva parte.

#### Dal distretto di Teramo alla provincia di Pescara
Questo comune quindi fu sempre situato nell'Abruzzo Ulteriore I, equivalente poi della provincia di Teramo, e precisamente nel distretto di Penne, divenuto poi Circondario di Penne (istituito nel 1861 come subunità amministrativa della provincia di Teramo).
Quando nel 1927 nacque la provincia di Pescara, seguì la soppressione dei circondari delle singole province e i comuni appartenuti al Circondario di Penne, tra cui Civitella, andarono a confluire nella neonata provincia (tranne quelli del mandamento di Bisenti che rimasero in provincia di Teramo); ad essi si aggiunsero due comuni appartenenti alla già provincia dell'Aquila, più altri appartenenti alla già provincia di Chieti.
Successivamente, nel 1913, il comune di Civitella subì la scissione di una delle sue frazioni, Celiera, che per decreto regio emanato quell'anno (entrato però in vigore dal 1º gennaio 1914) andò a formare un comune a sé.

### Terremoto del 6 aprile 2009
Il devastante sisma che ha colpito L'Aquila e provincia ha danneggiato in maniera grave la chiesa parrocchiale ed il suo campanile, con la rimozione di parte di quest'ultimo, simbolo del paese, poiché pericolante. Lesionate gravemente anche molte case del centro storico, che ha visto la totale evacuazione della gente che vi risiedeva.
Per questi danni, senza per fortuna che vi siano state vittime, il comune di Civitella è rientrato per decreto legislativo nella lista dei comuni terremotati, il cosiddetto "cratere", che ha usufruito di benefici, agevolazioni e aiuti in termini economici, come ad esempio la realizzazione del progetto M.A.P (Moduli Abitativi Provvisori), ovvero 15 casette di legno per le 15 famiglie sfollate del paese. Fortunatamente, la scossa violenta ha risparmiato la chiesetta adiacente al cimitero, l'antica Chiesa della Madonna della Cona, di recente restauro.

#### Borghi Attivi
Ideato per la prima volta in Italia, "Borghi Attivi" è un progetto che otterrà una rilevante importanza e visibilità a livello nazionale. Coinvolge cinque comuni del cratere in Abruzzo che hanno subito ingenti danni dal sisma; oltre a Civitella Casanova, comune più popoloso tra quelli scelti, fulcro per i sobborghi limitrofi e unico interessato nella provincia di Pescara, sono co-protagonisti di questo importante percorso anche i paesi di Fontecchio, Pescomaggiore, Santa Maria del Ponte e Fano Adriano. L'obiettivo è quello di ricostruire il paese con la partecipazione attiva dell'intera popolazione di suddette zone attraverso la realizzazione di uno "Statuto Partecipato del Paese". Esso verrà redatto dai cittadini civitellesi insieme all'amministrazione comunale anche attraverso dei questionari che porteranno gli abitanti a raccontare Civitella: la sua storia, le sue tradizioni e le usanze più antiche, le abitazioni e le montagne fino a creare un disegno comune per il futuro del paese.
Civitella Casanova è uno dei comuni appartenenti al progetto "Borghi Attivi", unico nella provincia di Pescara ed insieme a Fontecchio, Pescomaggiore, Santa Maria del Ponte e Fano Adriano. L'obiettivo è quello di ricostruire il paese con la partecipazione attiva dell'intera popolazione di suddette zone attraverso la realizzazione di uno "Statuto Partecipato del Paese".
"Borghi Attivi è infatti un modo per condividere le scelte riguardanti il futuro urbanistico del nostro territorio, il suo sviluppo economico e le iniziative sociali da attivare in risposta ai problemi che il terremoto ha creato. È la prima volta che si tenta una cosa del genere in paesi colpiti dal terremoto. Riparare le case è importante ma non è tutto! Dobbiamo, al tempo stesso, far sì che gli edifici riparati siano utilizzati e vissuti nel benessere e nella soddisfazione dei cittadini. Le scelte che in questo momento dobbiamo fare, avranno maggiori possibilità di successo se risponderanno ai desideri di coloro che vivono quotidianamente questi luoghi".
Lo Statuto Partecipato Del Paese
- È sviluppato, scritto e prodotto dalla comunità locale.
- Descrive le caratteristiche del paese.
- Raccoglie le idee degli abitanti sul futuro del paese.
- Dimostra quanto il carattere locale e le sue particolarità possono essere conservate e rafforzate anche se il paese cresce.
- È compatibile con gli strumenti di pianificazione locale.
- Non vuole impedire il cambiamento ma gestirlo nel modo migliore.

## Monumenti e luoghi d'interesse
Civitella conserva ancora la sua struttura antica; nel centro urbano è ancora oggi possibile ammirare i più antichi e rilevanti monumenti e opere architettoniche presenti sul territorio.

### Architetture religiose
Chiesa parrocchiale della Beata Vergine Maria delle Grazie
Detta anche Madonna delle Grazie, del XVI secolo (1500) con artistico affresco della Vergine del Rosario; oggi danneggiata a causa del sisma del 2009, è inagibile e nella zona rossa del paese.
Chiesa della Madonna della Cona
Ha origine medievale intorno al XIII/XIV secolo (1200/1300 circa), è un monumento nazionale che sorge fuori dal centro abitato, adiacente al cimitero. Il ricco portale rinascimentale in pietra è stato eseguito nel 1529 da Bernardino Darz e Pietro Aquilano, come si legge sul piedistallo della lesena di sinistra. Il piccolo campanile è ad un solo archetto. L'interno, ad una navata, presenta un antico affresco cinquecentesco che raffigura una donna semisepolta dalla neve mentre invoca l'aiuto alla Madonna ed alcune persone cercano di liberarla. Nella parete terminale un altare seicentesco in stucco racchiude un'immagine affrescata raffigurante la Madonna col Bambino: è questa la "Cona", ossia l'"icona", l'immagine venerata, che dà il nome alla chiesa. Fino all'inizio degli anni settanta nella chiesetta era custodito un grande dipinto su tela (cm 200×250 circa) raffigurante la deposizione di Cristo recante la scritta: per Grazia ricevuta Famiglia De Carolis, 1866. Ignoti ladri lo hanno tagliato lungo il margine della cornice e trafugato. Al suo posto, ora, c'è la tela di copiatura dell'antica immagine. La chiesetta, preservata dalla violenza del sisma dell'Aquila, è divenuta la nuova chiesa madre.
Chiesa di San Giovanni

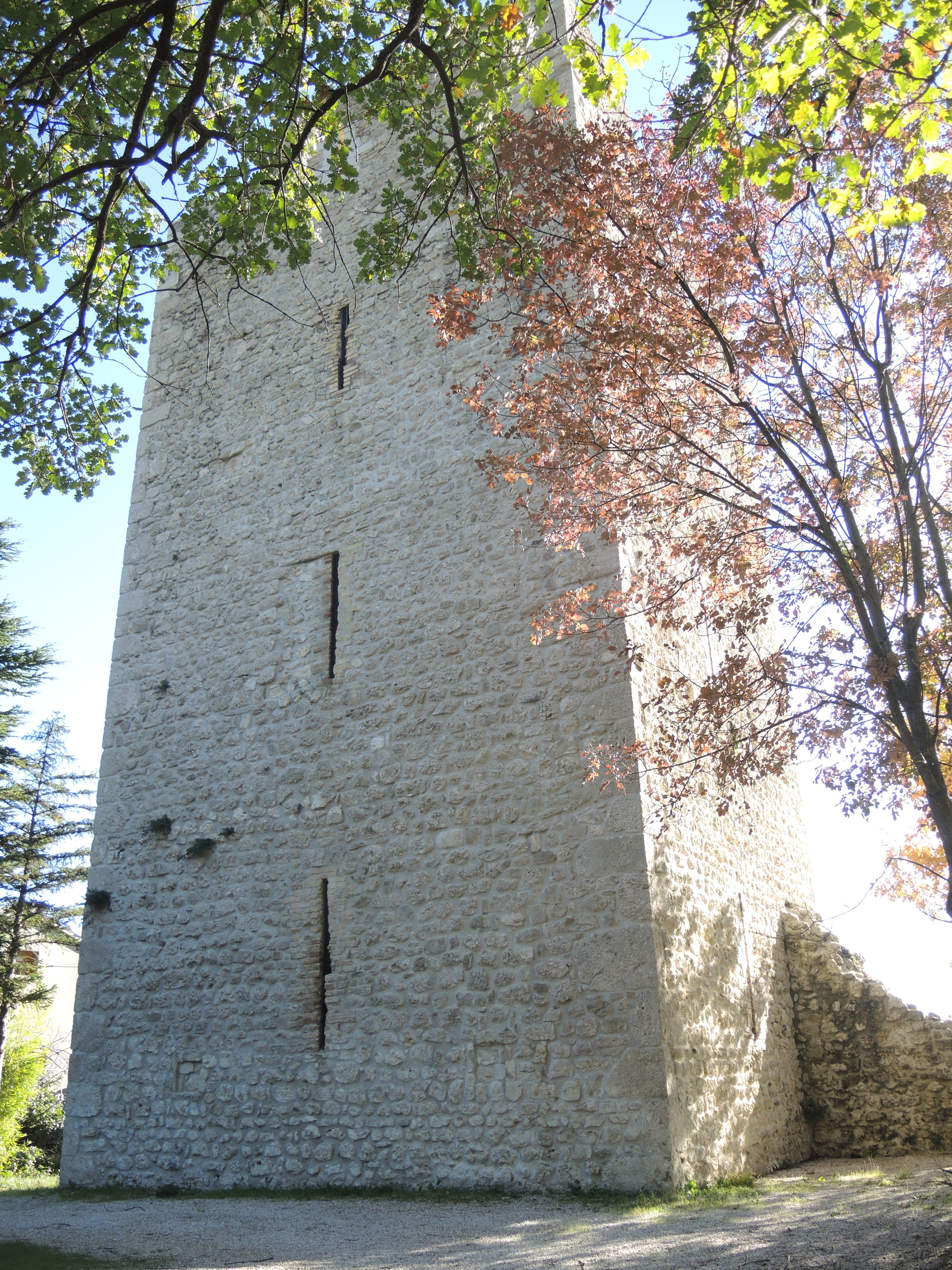
Torrione dell'Abbazia di Santa Maria di Casanova presso la località di Villa Celiera

Sita nel rione di Terravecchia nella zona sportiva del Campo sportivo e Piscina Comunale San Giovanni, ora in rovina, era aperta per la celebrazione della messa il giorno di San Giovanni Battista.
Chiesa di San Giovannino
In contrada Pastini, è una cappella votiva privata.
Chiesa di San Marco
Risalente ai tempi del feudalesimo se non ancora precedentemente, fu edificata nel primo nucleo dell'attuale centro storico, Terravecchia. Di questa rimane oggi solo una massiccia pietra delle mura.
Abbazia di Santa Maria di Casanova
Abbazia fondata nel 1191 in stile cistercense. Ebbe vita fiorente per sette secoli durante i quali furono curate attività artistiche e ricerche scientifiche. Durante questo longevo cenobio, il potere dell'abbazia si estese anche sui monasteri circostanti, e tra i quali quello delle Isole Tremiti che fecero parte del comune di Civitella. Fu soppressa nel 1807 durante il regno di Giuseppe Bonaparte. Nel monastero visse e morì Erimondo, abate amanuense esperto in codici miniati. Oggi è possibile ammirare alcuni ruderi, non tutelati per il loro valore artistico, tra cui l'imponente e massiccia "Torre Casanova", ai confini del comune di Villa Celiera.

### Architetture civili
Palazzo Bottini
Palazzo (anch'esso gravemente danneggiato dal terremoto) appartenente ad una delle famiglie più prestigiose del luogo; s'affaccia quasi all'inizio della vecchia strada d'ingresso al paese, intitolata ad Egidio Bottini, naturalista ed agronomo.
Palazzo Jandelli
Palazzo signorile ove nacque Gaetano Jandelli, ordinario di filosofia morale all'Accademia scientifico-letteraria di Milano, dopo l'Unità; in tempi recenti usato anche per mostre e visite turistiche, oggi crollato al suo interno a causa del sisma dell'aprile 2009. Durante la seconda guerra mondiale, divenne sede del comando nazista di Civitella e dintorni. Alcuni cittadini affermano che i tedeschi giunsero in paese con dei cavalli che fecero dormire nella Chiesa Madre; secondo altri, essi arrivarono per mezzo di motociclette, ma comunque occuparono il palazzo e la sede municipale.
Palazzo Pignatelli
Palazzo signorile con preziosi affreschi realizzati dal pittore autoctono Severino Galante (1750-1827), oggi danneggiato dal sisma dell'aprile 2009 e in fase di restaurazione e ristrutturazione.
Palazzo Pulsoni
Sede del municipio con una sala consiliare tra le più belle della provincia, ospita anche la biblioteca comunale "Lorenzo Pulsoni".
Palazzo De Blasiis
Sede della caserma dei Carabinieri.
Palazzo De Carolis
Antica villa situata nei pressi del cimitero. Quando essa fu edificata, il paese non aveva ancora raggiunto la sua completa estensione che vediamo oggi fino a queste zone, per cui questo palazzo signorile può essere inteso probabilmente come villa, ma nel concetto di una volta, ovvero una casa signorile di campagna.
Palazzo De Carolis
Forse appartenuto alla stessa famiglia del palazzo precedentemente citato, è oggi tripartito verticalmente in abitazioni distinte, si trova in Piazza Duca degli Abruzzi, accanto alla Chiesa Madre, ed è stato anch'esso duramente colpito dal sisma dell'aprile 2009.
Villa Angelozzi e Villa Franci
Sorgono adiacenti l'un l'altra e rappresentano le dimore signorili degli ultimi anni, con uno dei giardini più belli del paese.
Villa Granchelli
Antica villa in senso agricolo preceduta da due suggestivi filari di cipressi secolari, è di scuola vanvitelliana ed è sita nella contrada civitellese San Giuseppe, sulla strada provinciale che conduce al centro urbano di Civitella Casanova.
Fontana di San Michele
Restaurata di recente, risale al 1500 circa, da quanto si legge dalla mattonella scolpita, e vi si accede dalla circonvallazione.
Resti di un acquedotto romano
In contrada San Benedetto, resti dell'acquedotto, di pavimentazioni di abitazioni e necropoli, distante circa 1 km dal centro abitato, durante alcuni scavi è venuto alla luce un tratto di acquedotto romano, parti delle pavimentazioni delle abitazioni romane e una necropoli romana che testimoniano quindi la presenza di quel popolo in quest'antica area allora chiamata Cutina o Cingilia e la relativa datazione storica del borgo all'età romana.

### Architetture militari
Castrum di Rossi di Civitella
Ai tempi del feudalesimo, presso l'attuale villaggio turistico in località Castelrosso, si ergeva un castrum, castello fortificato appartenuto alla potente famiglia dei Rossi, feudatari della parte alta che si estende tra i comuni di Civitella e Villa Celiera; è possibile osservare i resti del castello alla sommità del Fosso della Strega, i cui secolari smottamenti l'hanno progressivamente inghiottito dopo la distruzione, probabilmente avvenuta a causa della violenta attività sismica, con conseguenti frane, che nel 1456 sconvolse anche l'abitato dell'attuale Terravecchia.

### Aree naturali
- Parco nazionale del Gran Sasso e Monti della Laga
- Riserva regionale Voltigno e Valle d'Angri
- Monte Cima della Cioccola
- Zoo-parco "La Rupe"

## Società

### Evoluzione demografica
Abitanti censiti

### Lingue e dialetti
Esiste un detto su Civitella, quasi una filastrocca, in dialetto locale civitellese: C'vtella Casanov casche n'derre e nz'artrov, se s' n'artrov n p'zzitte C'vtell è nu buschitt, ovvero "Civitella Casanova cade per terra e non si ritrova, se se ne ritrova un pezzetto, Civitella è un boschetto".

### Tradizioni e folclore
La festa detta "Lu Sand'Andonie" si svolge la domenica che antecede il 17 gennaio, in onore di Sant'Antonio Abate: l'evento è caratterizzato da una sfilata per le vie del paese dove figuranti in costume recano in cerimonia gli animali della tradizione contadina, quali muli, capre, cani, oche, conigli e anche cavalli con carri decorati,

## Cultura

### Istruzione
Civitella ospita i primi tre gradi dell'istruzione obbligatoria italiana quali scuola dell'infanzia, scuola primaria e scuola secondaria di primo grado;
inoltre la presidenza di Civitella è sede dell'"Istituto comprensivo di scuola materna, elementare e media B. Croce", che comprende i comuni e quindi le relative scuole di Carpineto, Villa Celiera, Farindola e Montebello di Bertona.

### Biblioteche
Di recente inaugurazione è la biblioteca comunale "Lorenzo Pulsoni", non ancora aperta al pubblico, situata nell'omonimo palazzo, già sede del municipio. Ivi si possono trovare svariate informazioni, dai libri di storia, a quelli di arte, letteratura, latino, fino a quelli che trattano del paese in particolare.

### Cucina
- Olio di Civitella, di qualità carpinetana, certificato per andare anche a costituire la produzione dell'olio di qualità Pescarese-Aprutino.[27]
- Vino DOC, prodotto dalla maggior parte dei contadini che possiedono anche estesi vigneti.
- Miele, prodotto e venduto in loco.
- Formaggio e latticini, di ottima qualità, anche grazie all'area da pascolo incontaminata della montagna e del Voltigno.
- I Cieje de Sand'Andonie, dolce di pasta frolla tipico delle feste in onore di Sant'Antonio Abate.

## Economia
In passato in paese erano presenti un cinema e una fabbrica di gassosa molto conosciuta nella zona e punto di riferimento per essa per la sua produzione ed esportazione di gassosa.

## Infrastrutture e trasporti
Anticamente esisteva una vera e propria Via Salaria che collegava Civitella Casanova con la confinante Civitaquana.

## Amministrazione
| Periodo          | Periodo          | Primo cittadino         | Partito                                                            | Carica                  | Note          |
| ---------------- | ---------------- | ----------------------- | ------------------------------------------------------------------ | ----------------------- | ------------- |
| 23 aprile 1995   | 13 giugno 1999   | Rocco Antonio Colaiocco | Lista civica di centro                                             | Sindaco                 | [ 29 ]        |
| 14 giugno 1999   | 10 febbraio 2000 | Alessandro Lattocco     | Lista civica                                                       | Sindaco                 | [ 30 ]        |
| 11 febbraio 2000 | 13 maggio 2001   | Melania Mucci           |                                                                    | Commissario prefettizio | [ 31 ]        |
| 14 maggio 2001   | 15 maggio 2011   | Alessandro Lattocco     | Lista civica di centro-destra (2001-2006) Lista civica (2006-2011) | Sindaco                 | [ 32 ] [ 33 ] |
| 16 maggio 2011   | in carica        | Marco D'Andrea          | Lista civica di centro-destra Obiettivo comune                     | Sindaco                 | [ 1 ] [ 34 ]  |

Dalle elezioni amministrative del 15 e 16 maggio 2011 è emerso che, nonostante gli abitanti del comune siano 1 985, i votanti ammontano a 2 049.

## Sport

### Eventi sportivi
Ogni anno, nel territorio collinare e montano di civitella prende vita la manifestazione del Rally Pescarese (ovvero di tutta la provincia di Pescara) che vede sfilare solitamente circa 50 macchine da rally pilotate da guidatori del posto e provenienti da ogni parte dell'Italia.